# São Vicente e Granadinas nos Jogos Olímpicos de Verão de 2024
São Vicente e Granadinas participou dos Jogos Olímpicos de Verão de 2024, realizados em Paris, na França. Foi a décima aparição consecutiva do país nos Jogos Olímpicos de Verão desde a estreia em Seul 1988.
Foi representado por quatro atletas que competiram no atletismo e natação, mas nenhum conquistou medalhas.

## Competidores
Esta foi a participação por modalidade nesta edição:
| Esporte   | Masculino | Feminino | Total |
| --------- | --------- | -------- | ----- |
| Atletismo | 1         | 1        | 2     |
| Natação   | 1         | 1        | 2     |
| Total     | 2         | 2        | 4     |

## Desempenho

### Atletismo
- Q = Qualificado para a próxima fase
- q = Qualificado para a próxima fase como o perdedor mais rápido ou, em eventos de campo, pela posição sem atingir o alvo para qualificação
- N/A = Fase não aplicável para o evento
- Bye = Atleta não precisou disputar aquela fase

Masculino
Eventos de pista
| Atleta       | Evento | Baterias | Baterias | Repescagem | Repescagem | Semifinal   | Semifinal   | Final       | Final       | Ref.        |
| Atleta       | Evento | Tempo    | Pos.     | Tempo      | Pos.       | Tempo       | Pos.        | Tempo       | Pos.        | Ref.        |
| ------------ | ------ | -------- | -------- | ---------- | ---------- | ----------- | ----------- | ----------- | ----------- | ----------- |
| Handal Roban | 800 m  | 1:46.00  | 4        | 1:45.80    | 4          | Não avançou | Não avançou | Não avançou | Não avançou | [ 5 ] [ 6 ] |

Feminino
Eventos de pista
| Atleta           | Evento | Baterias | Baterias | Repescagem | Repescagem | Semifinal | Semifinal | Final   | Final | Ref.  |
| Atleta           | Evento | Tempo    | Pos.     | Tempo      | Pos.       | Tempo     | Pos.      | Tempo   | Pos.  | Ref.  |
| ---------------- | ------ | -------- | -------- | ---------- | ---------- | --------- | --------- | ------- | ----- | ----- |
| Shafiqua Maloney | 800 m  | 1:58.23  | 3 Q      | Bye        | Bye        | 1:57:59   | 2 Q       | 1:57.66 | 4     | [ 7 ] |

### Natação
Masculino
| Atleta       | Evento     | Eliminatórias | Eliminatórias | Semifinal   | Semifinal   | Final       | Final       | Ref.  |
| Atleta       | Evento     | Tempo         | Pos.          | Tempo       | Pos.        | Tempo       | Pos.        | Ref.  |
| ------------ | ---------- | ------------- | ------------- | ----------- | ----------- | ----------- | ----------- | ----- |
| Alex Joachim | 50 m livre | 23.59         | 45            | Não avançou | Não avançou | Não avançou | Não avançou | [ 8 ] |

Feminino
| Atleta         | Evento     | Eliminatórias | Eliminatórias | Semifinal   | Semifinal   | Final       | Final       | Ref.  |
| Atleta         | Evento     | Tempo         | Pos.          | Tempo       | Pos.        | Tempo       | Pos.        | Ref.  |
| -------------- | ---------- | ------------- | ------------- | ----------- | ----------- | ----------- | ----------- | ----- |
| Kennice Greene | 50 m livre | 27.23         | 42            | Não avançou | Não avançou | Não avançou | Não avançou | [ 9 ] |